# Joseph Smith
|  | Per a altres significats, vegeu «Joe Smith». |

Joseph Smith, Jr (Sharon, Vermont, 23 de desembre de 1805 – Carthage, Illinois, 27 de juny de 1844) va ser un líder religiós estatunidenc conegut per proclamar-se com el primer profeta vident i revelador de l'última dispensació i per ser el fundador del Moviment dels Sants dels Últims Dies a Palmyra (Nova York), Estats Units el 1830.
Josep Smith va liderar un moviment denominat restauracionisme, també conegut com a mormonisme. Smith és considerat pels seus seguidors un profeta, vident i revelador, i el situen al mateix nivell que Moisès, Isaïes i altres profetes bíblics. Les seves suposades revelacions afirmen la necessitat de restaurar l'església cristiana original, perduda aquesta poc després de la mort dels 12 apòstols a causa de la gran apostasia. Encara que els primers ensenyaments restauracionistes cristians de Smith eren similars a altres moviments del seu temps, Smith va ser, i continua sent, una figura controvertida, malgrat augmentar sostingudament la quantitat de fidels del seu culte.
Joseph i el seu germà Hyrum van ser empresonats a la presó de Carthage (Illinois) per càrrecs de sedició. Joseph Smith va morir assassinat a trets la nit del 27 de juny de 1844 per una torba d'entre 200 i 250 persones que van aconseguir obrir-se pas fins a la seva cel·la.

## Biografia

### Infància i joventut

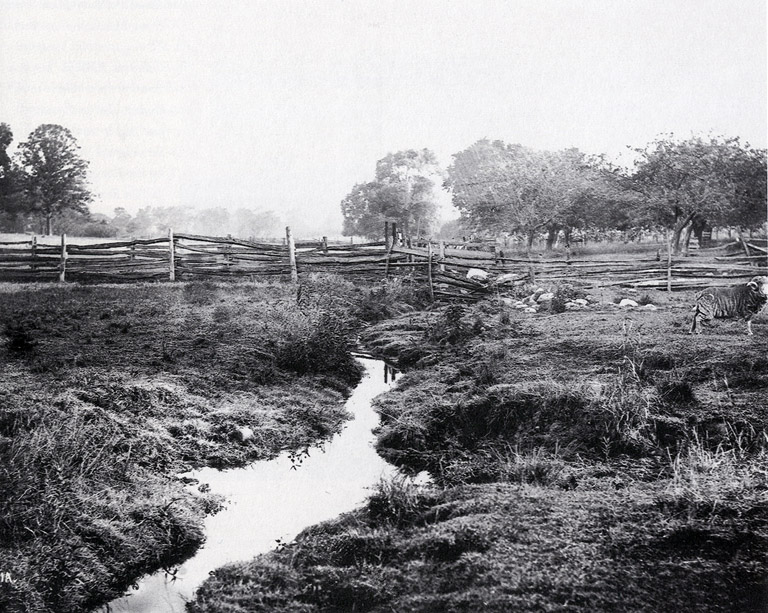
La granja de la família Smith al poble de Manchester, Nova York, al voltant de 1907.

Joseph Smith, Jr. va ser el quart dels nou fills del matrimoni conformat per Joseph Smith i Lucy Mack. El seu naixement va estar marcat pels vaivens econòmics de la seva família. El seu avi patern, Asael Smith, va perdre la majoria dels seus béns a Topsfield, Massachusetts, durant la crisi econòmica de 1780; més tard es va mudar a Vermont, on el seu fill, el pare de Joseph Jr., va començar a treballar com a granger (i ocasionalment com a mestre d'escola), aconseguint prosperar econòmicament. No obstant això, nous revessos econòmics els van obligar a mudar-se diverses vegades a Nova Anglaterra, fins a traslladar-se a Palmyra l'any 1816, enmig de l'any sense estiu. Aquesta zona seria més tard coneguda pel sorgiment en ella de nous corrents religiosos. Des d'allí es van mudar al començament de 1819 molt prop de Palmyra, als límits de l'actual poble de Manchester. De petit, va haver-hi períodes en els quals Joseph Smith, Jr. degué treballar per a ajudar als seus pares. Com a resultat d'això, va rebre una escolaritat molt deficient.
Persones alienes a la seva família que el van conèixer de prop, el van descriure com un jove d'intel·lecte per sota de la mitjana, que almenys fins als 25 anys d'edat treballava molt poc i solia vestir de forma descuidada. D'altra banda, se li reconeixien bones aptituds per als debats sobre moral i ètica política que es duien a terme en un club per a joves al qual assistia, i un cert talent com exhortador de les reunions metodistes de les quals també participava durant la seva adolescència. També gaudia d'una gran imaginació, i tenia una mentalitat activa i inquisitiva. L'any 1826, conscient de la seva falta d'estudis i amb vint anys d'edat, es va mudar a Bainbridge per a anar a classes en una escola.

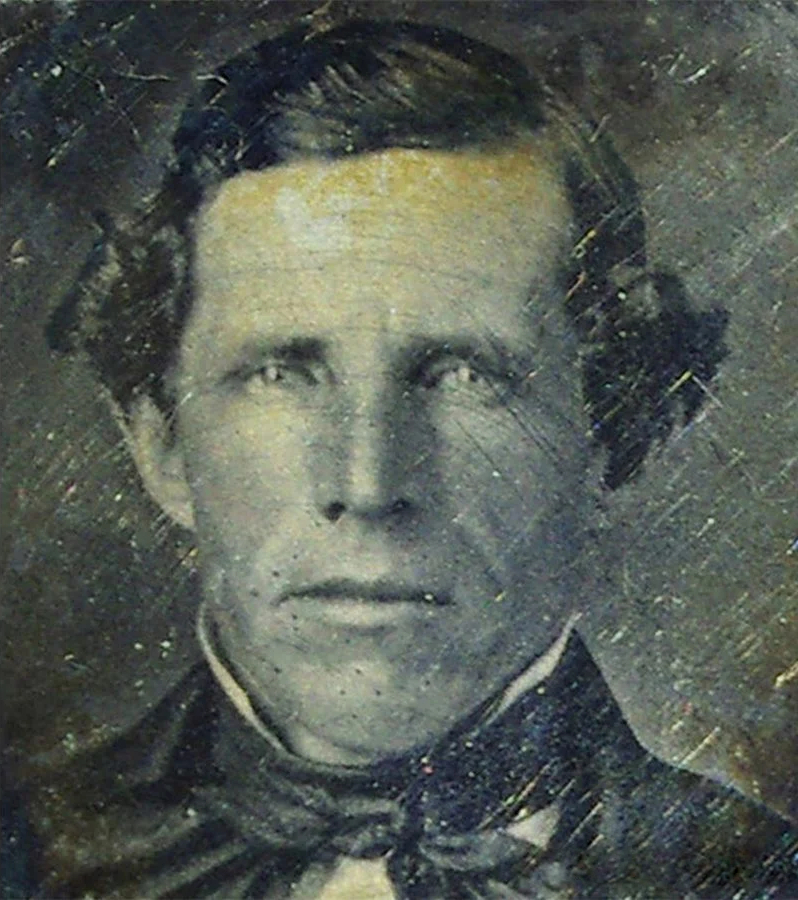
Daguerreotip de 1844, redescobert el 2020, que suposadament mostra a Joseph Smith.

Joseph Smith, Jr. va néixer i va viure tota la seva joventut durant el període d'efervescència religiosa conegut com el Segon Gran Despertar. Aquesta efervescència religiosa es va començar a experimentar fortament a l'oest de Nova York sobretot a partir de 1824. La seva família, com la de molts altres estatunidencs en aquest temps, era religiosa i supersticiosa, propensa a creure en teofaníes. El seu avi patern, Asael Smith, va ser universalista i després metodista, mentre que el seu avi matern, Solomon Mack, va publicar un llibre entre 1810 i 1811 on descrivia una sèrie de suposades visions celestials que el van convidar a convertir-se tardanament al cristianisme. La seva mare Lucy, filla de Solomon, era presbiteriana i va criar als seus fills amb una educació cristiana. Posteriorment ella també va escriure un llibre, dedicat al seu fill Joseph, on va dir haver tingut visions al costat del seu espòs; aquest últim, per part seva, si bé també era religiós, va ser més aviat reservat i caut respecte als grups religiosos organitzats.
Quant a Joseph Smith, Jr., qui des de petit va estar relacionat amb el metodisme, va poder haver estat influenciat pels ensenyaments del reverend George Lane, un ancià metodista que el 1819 va anar a una conferència a Vienna, prop de Phelps, a la qual uns quants historiadors especulen que va poder haver assistit Joseph al costat de la seva família. Les seves interpretacions de la Bíblia eren originals, si bé les seves deduccions solien ser considerades pels seus parells com a blasfemes. Després Smith s'allunyaria del metodisme per a fundar la seva pròpia denominació cristiana, i acusaria les altres denominacions de fal·laces.

## Crítiques a Joseph Smith
Joseph Smith ha estat criticat pels contemporanis, historiadors i investigadors. Malgrat les crítiques, la majoria dels crítics reconeixen que Smith va ser un líder carismàtic i intel·ligent. Entre les crítiques s'inclou que va ser arrestat per impostor, va intentar trobar tresors amagats, va ser un home violent. Se l'acusa de beure i fumar després de publicar-se la Paraula de Saviesa, que prohibeix tals pràctiques, que la Primera Visió va ser un fet inventat. i que els textos sagrats que segueixen els mormons van ser invenció seva i moltes de les seves profecies no es van complir. Es va casar amb nenes menors d'edat i va amenaçar a les dones que no es casaven amb ell.

## Llegat

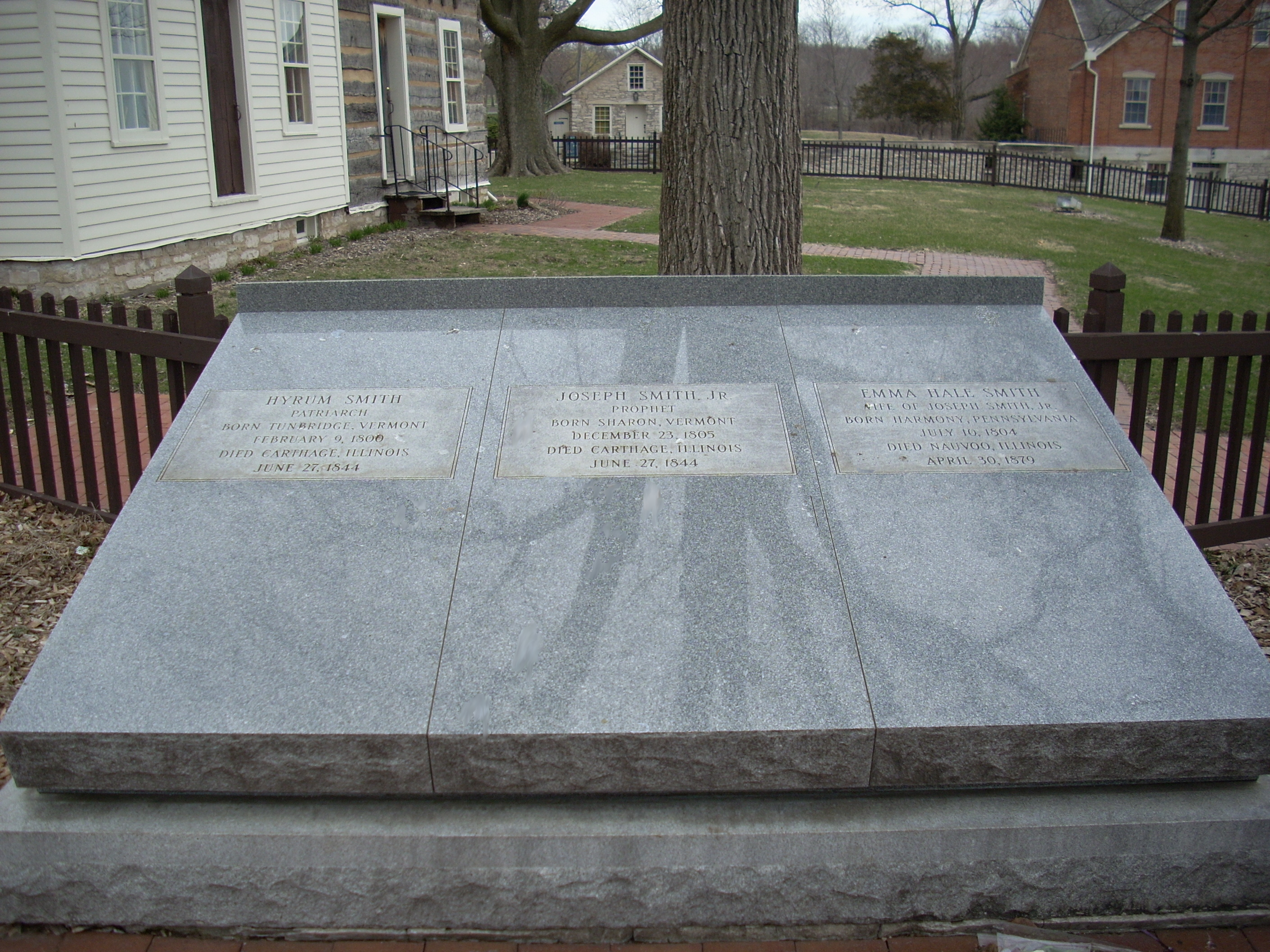
Tomba de Joseph, Emma i Hyrum Smith, a Nauvoo, Illinois

### Conseqüències immediates
Després de la mort de Smith, els diaris no mormons van ser gairebé unànimes a retratar Smith com un fanàtic religiós. Per contra, dins de la comunitat dels Sants dels Últims Dies, Smith era vist com un profeta, martiritzat per segellar el testimoni de la seva fe.
Després d'un funeral públic i la visualització dels germans difunts, la vídua de Smith, que temia que els no mormons hostils intentessin profanar els cossos, van tenir les seves restes enterrades a la nit en un lloc secret, amb taüts substituts plens de sacs de sorra enterrats a la tomba públicament testimoniada. Més tard, els cossos van ser traslladats i tornats a enterrar sota una dependència a la propietat de Smith al costat del riu Mississipí. Membres de l’Església Reorganitzada de Jesucrist dels Sants dels Últims Dies (RLDS Church), sota la direcció del llavors president de l'Església RLDS, Frederick M. Smith (nét de Smith), van cercar, localitzar i desenterrar les restes dels germans Smith el 1928 i van tornar a enterrar-los ells, juntament amb la dona de Smith, al cementiri de la família Smith .

### Impacte i avaluació
Els biògrafs i estudiosos moderns, tant mormons com no mormons, coincideixen que Smith va ser una de les figures més influents, carismàtiques i innovadores de la història religiosa estatunidenca. En una recopilació del 2015 dels 100 nord-americans més significatius de tots els temps, Smithsonian va classificar Smith en primer lloc a la categoria de figures religioses. Segons l'opinió popular, els no mormons dels Estats Units generalment consideren a Smith un xarlatà, canalla i heretge, mentre que fora dels EUA és obscur.
Dins del moviment dels Sants dels Últims Dies, el llegat de Smith varia entre les denominacions: L'Església de Jesucrist dels Sants dels Últims Dies (Església SUD) i els seus membres consideren a Smith el profeta fundador de la seva església, a l'igual de Moisès i Elies. Mentrestant, la reputació de Smith és ambivalent a la Comunitat de Crist, que continua honrant el seu paper en la història de la fundació de l'església, però recalca el seu lideratge humà. Per contra, el fonamentalisme mormó Woolleyita ha divinitzat Smith dins d'una cosmologia de molts déus.
Els monuments commemoratius a Smith són el Joseph Smith Memorial Building a Salt Lake City l'antic edifici Joseph Smith Memorial al campus de la Universitat Brigham Young, així com l’edifici Joseph Smith allà, un obelisc de granit que marca el lloc de naixement de Smith, i una estàtua de bronze de quinze peus d'alçada de Smith al World Peace Dome de Pune, Índia.

### Successors i denominacions
La mort de Smith va provocar una crisi de successió dins del moviment dels Sants dels Últims Dies. Havia proposat diverses maneres d'escollir el seu successor, però mai no va aclarir la seva preferència. Els dos candidats a la successió més forts van ser Young, membre sènior i president del Quòrum dels Dotze Apòstols, i Rigdon, el membre sènior restant de la Primera Presidència. En una conferència a tota l'església el 8 d'agost, la majoria dels sants dels últims dies presenten els joves elegits. Finalment van deixar Nauvoo i es van establir a la vall de Salt Lake, Territori d’Utah.
La pertinença nominal a la denominació de Young, que es va convertir en l'Església LDS, va superar els 17 milions el 2023. Els grups més petits van seguir a Rigdon i James J. Strang, que havien basat la seva afirmació en una carta de nomenament escrita ostensiblement per Smith però que uns quants estudiosos creuen que va ser falsificada. Uns centenars van seguir Lyman Wight per establir una comunitat a Texas. Altres van seguir a Alpheus Cutler. Molts membres d'aquests grups més petits, inclosa la majoria de la família de Smith, es van unir finalment el 1860 sota el lideratge de Joseph Smith III i van formar l'Església RLDS (Comunitat de Crist), que compta amb uns 250.000 membres.

## Família i descendència
La primera de les dones de Smith, Emma Hale, va donar a llum nou fills durant el seu matrimoni, cinc dels quals van morir abans dels dos anys. El més gran, Alvin (nascut el 1828), va morir poques hores després de néixer, igual que els bessons Thaddeus i Louisa (nascuts el 1831). Quan els bessons van morir, els Smith van adoptar un altre conjunt de bessons, Julia i Joseph Murdock, la mare dels quals havia mort recentment en el part; el Smith adoptat va morir de xarampió el 1832. El 1841, don Carlos, que havia nascut un any abans, va morir de malària, i cinc mesos després, el 1842, Emma va donar a llum un fill mort.
Joseph i Emma van tenir cinc fills que van viure fins a la maduresa: van adoptar Julia Murdock, Joseph Smith III, David Hyrum Smith, Frederick Granger Williams Smith i Alexander Hale Smith. Alguns historiadors han especulat, basant-se en entrades de diaris i històries familiars, que Smith va tenir fills amb les seves dones plurals. Tanmateix, en els casos en què les proves d'ADN de possibles descendents de Smith d'esposes plurals han estat possibles, els resultats han estat negatius. 
Després de la mort de Smith, Emma es va alienar ràpidament de Young i del lideratge LDS. Emma temia i menyspreava Young, que al seu torn desconfiava del desig d'Emma de preservar els béns de la família de la inclusió amb els de l'església. També li desagradava la seva oposició oberta al matrimoni plural. Young va excloure l'Emma de les reunions eclesiàstiques i de les tertúlies. Quan la majoria dels mormons es van traslladar a l'oest, Emma es va quedar a Nauvoo i es va casar amb un no mormó, el major Lewis C. Bidamon. Es va retirar de la religió fins al 1860, quan es va afiliar a l'Església RLDS encapçalada pel seu fill, Josep III. Emma va mantenir la seva creença que Smith havia estat un profeta i mai va repudiar la seva creença en l'autenticitat del Llibre de Mormó.

### Poligàmia
Segons alguns relats, Smith havia estat ensenyant una doctrina de la poligàmia ja el 1831, i hi ha proves que podria haver estat polígam el 1835. Tot i que l'església havia repudiat públicament la poligàmia, el 1837 hi va haver una ruptura entre Smith i Cowdery sobre el tema. Cowdery sospitava que Smith havia tingut una relació amb Fanny Alger, que treballava a la casa Smith com a serventa. Smith no va negar tenir una relació, però va insistir que mai havia admès adulteri. Presumiblement, argumenta l'historiador Bushman, perquè s'havia casat amb Alger com a dona plural.
L'abril de 1841, Smith es va casar en secret amb Louisa Beaman, i durant els següents dos anys i mig es va casar en secret o va ser segellat amb unes trenta o quaranta dones addicionals. Deu de les seves esposes plurals tenien entre catorze i vint anys; altres eren més de cinquanta. Deu ja estaven casats amb altres homes, tot i que uns quants d'aquests matrimonis poliandres es van contreure amb el consentiment dels primers marits. L'evidència de si i fins a quin punt els matrimonis polígams de Smith implicaven sexe és ambigua i varia entre matrimonis. Alguns matrimonis polígams poden haver estat considerats només matrimonis religiosos que no tindrien efecte fins després de la mort. En qualsevol cas, durant la vida de Smith, la pràctica de la poligàmia es va mantenir en secret tant per als no mormons com per a la majoria dels membres de l'església. La poligàmia va provocar una bretxa entre Smith i la seva primera dona, Emma; La historiadora Laurel Thatcher Ulrich resumeix afirmant que «Emma vacil·lava en el seu suport al matrimoni plural, de vegades acceptant els segells de Joseph, de vegades resistint».